# Marc Keller
Marc Keller (ur. 14 stycznia 1968 w Colmar) – były francuski piłkarz występujący na pozycji pomocnika.

## Kariera klubowa
Keller zawodową karierę rozpoczynał w 1986 roku w klubie FC Mulhouse z Division 2. W 1989 roku awansował z nim do Division 1, ale po roku wrócił do Division 2. W 1992 roku odszedł do zespołu RC Strasbourg, również występującego w Division 2. W 1992 roku awansował z zespołem do Division 1. W 1995 roku wygrał z nim Puchar Intertoto. W Strasbourgu spędził w sumie 5 lat.
W 1996 roku Keller trafił do niemieckiego Karlsruher SC. W Bundeslidze zadebiutował 17 sierpnia 1996 roku w zremisowanym 2:2 pojedynku z Hansą Rostock. 24 sierpnia 1996 roku w wygranym 3:1 spotkaniu z Borussią Mönchengladbach strzelił pierwszego gola w Bundeslidze. W KSC występował przez 2 lata.
W 1998 roku Keller podpisał kontrakt z angielskim West Hamem. W Premier League zadebiutował 12 września 1998 roku w wygranym 2:1 meczu z Liverpoolem. W 2000 roku, od września do października przebywał na wypożyczeniu w Portsmouth z Division One. W styczniu 2001 roku podpisał kontrakt z Blackburn Rovers (Division One). W tym samym roku zakończył karierę.

## Kariera reprezentacyjna
W reprezentacji Francji Keller zadebiutował 15 listopada 1995 roku w wygranym 2:0 meczu eliminacji Mistrzostw Europy 1996 z Izraelem. W latach 1995–1998 w drużynie narodowej rozegrał w sumie 6 spotkań i zdobył 1 bramkę.